# Erik Køppen
Erik Køppen (født 9. marts 1923 i København, død 10. november 2019) var en dansk fodboldspiller. 
Erik Køppen var forsvarspiller i KB og nåede i perioden 1949-1956 21 A-landskampe for Danmark.
Erik Køppen var far til badmintonspilleren Lene Køppen og morfar til Marie Røpke som har været med på kvindelandsholdet, som vandt europamesterskabet i badminton i 2008. 